# Silvestre Reyes
Pour les articles homonymes, voir Reyes.
Silvestre Reyes, né le 10 novembre 1944 à Canutillo (Texas), est un homme politique américain. Membre du Parti démocrate, il est élu pour le Texas à la Chambre des représentants des États-Unis de 1997 à 2013.